# حسان عباس (لاعب كرة قدم)
حسان عباس لاعب معتزل ومدرب كرة قدم سوري، لعب لنادي الكرامة الحمصي.
عمل مساعداً لمدرب نادي الكرامة، ومن ثم تولى مسؤولية تدريبه في نهاية عام 2017.

## مع الكرامة
- بطل الدوري السوري 5 مرات
- بطل كأس الجمهورية السورية 5 مرات
- بطل كأس السوبر السوري مرة واحدة
- الوصول لنهائي دوري أبطال آسيا عام 2006.

## مع المنتخب
- بطل كأس آسيا للشباب عام 1994 مع المنتخب السوري الشاب
- المشاركة في كأس العالم للشباب عام 1995.

## روابط خارجية
- حسان عباس على موقع الاتحاد الدولي (مؤرشف)  (الإنجليزية)
- حسان عباس على موقع قاعدة بيانات كرة القدم.إي يو (الإنجليزية)
- حسان عباس على موقع ناشيونال فوتبول تيمز (الإنجليزية)
- حسان عباس على موقع Soccerway.com (الإنجليزية)
- حسان عباس على موقع عالم كرة القدم.نت (الإنجليزية)
- حسان عباس على موقع كووورة